# Михайлов, Эдуард Александрович
Эдуард Александрович Михайлов (2 июня 1972) — советский и российский футболист, играл на позициях полузащитника и нападающего.

## Карьера
Профессиональную карьеру начал в 1990 году в «Ростсельмаш», однако уже через несколько месяцев перебрался в другой клуб из Ростова-на-Дону — СКА. В 1992 году вернулся в «Ростсельмаш», за который в первом сезоне высшей лиги дебютировал 2 июля 1992 года в домашнем матче 12-го тура чемпионата России против «Кубани», выйдя на 61-й минуте встречи на замену Александру Тихонову. В дебютном сезоне провёл 5 матчей в высшей лиги, выходя во всех играх на замену. В 1994 перешёл в «Металлург» Магнитогорск, в котором в 1995 году завершил карьеру.
Сын Дмитрий — хоккеист.